# 小头大白杜鹃
小头大白杜鹃（学名：Rhododendron decorum sp. parvistigmaticum）为杜鹃花科杜鹃花属下的一个亚种。